# Listă de filme polițiste din anii 1940
Aceasta este o listă de filme polițiste lansate în anii 1950.
| 1940                           |                                                           |                                                      |                                                                                    |                |
| The Bank Dick                  | Edward F. Cline                                           | W.C. Fields, Cora Witherspoon, Una Merkel            | Statele Unite ale Americii                                                         | Crime comedy   |
| The Fatal Hour                 | William Nigh                                              | Boris Karloff, Grant Withers, Marjorie Reynolds      | Statele Unite ale Americii                                                         | [ 2 ]          |
| The House Across the Bay       | Archie Mayo                                               | George Raft, Joan Bennett, Lloyd Nolan               | Statele Unite ale Americii                                                         | [ 3 ]          |
| 1941                           |                                                           |                                                      |                                                                                    |                |
| High Sierra                    | Raoul Walsh                                               | Humphrey Bogart, Ida Lupino, Arthur Kennedy          | Statele Unite ale Americii                                                         | [ 4 ]          |
| Invisible Ghost                | Joseph H. Lewis                                           | Bela Lugosi, Polly Ann Young, John McGuire           | Statele Unite ale Americii                                                         | [ 5 ]          |
| 1942                           |                                                           |                                                      |                                                                                    |                |
| Gang Busters                   | Noel Smith, Ray Taylor                                    | Robert Armstrong, Joseph Crehan                      | Statele Unite ale Americii                                                         | Film serial    |
| Larceny, Inc.                  | Lloyd Bacon                                               | Edward G. Robinson, Jane Wyman, Broderick Crawford   | Statele Unite ale Americii                                                         | [ 7 ]          |
| Moontide                       | Fritz Lang, Archie Mayo                                   | Jean Gabin, Ida Lupino, Thomas Mitchell              | Statele Unite ale Americii                                                         | Crime drama    |
| This Gun for Hire              | Frank Tuttle                                              | Veronica Lake, Robert Preston, Laird Cregar          | Statele Unite ale Americii                                                         | [ 9 ]          |
| 1943                           |                                                           |                                                      |                                                                                    |                |
| The Chance of a Lifetime       | William Castle                                            | Chester Morris, Erik Rolf, Jeanne Bates              | Statele Unite ale Americii                                                         | [ 10 ]         |
| G-Men vs The Black Dragon      | William Witney                                            | Hooper Atchley, Harry Burns, Rod Cameron             | Statele Unite ale Americii                                                         | [ 11 ]         |
| It Happened at the Inn         | Jacques Becker                                            | Fernand Ledoux, Georges Rollin, Blanchette Brunoy    | Franța                                                                             | Crime drama    |
| Ossessione                     | Luchino Visconti                                          | Clara Calamai, Massimo Girotti, Juan de Landa        | Italia                                                                             | Crime drama    |
| 1944                           |                                                           |                                                      |                                                                                    |                |
| Bluebeard                      | Edgar G. Ulmer                                            | John Carradine, Jean Parker, Nils Asther             | Statele Unite ale Americii                                                         | [ 14 ]         |
| Delinquent Daughters           | Albert Herman                                             | Fifi D'Orsay, Teala Loring, Mary Bovard              | Statele Unite ale Americii                                                         | [ 15 ]         |
| Double Indemnity               | Billy Wilder                                              | Fred MacMurray, Barbara Stanwyck, Edward G. Robinson | Statele Unite ale Americii                                                         | [ 16 ]         |
| The Woman in the Window        | Fritz Lang                                                | Edward G. Robinson, Joan Bennett, Raymond Massey     | Statele Unite ale Americii                                                         | Crime drama    |
| 1945                           |                                                           |                                                      |                                                                                    |                |
| Crime, Inc.                    | Lew Landers                                               | Leo Carrillo, Tom Neal, Martha Tilton                | Statele Unite ale Americii                                                         | [ 18 ]         |
| Detour                         | Edgar G. Ulmer                                            | Tom Neal, Ann Savage, Claudia Drake                  | Statele Unite ale Americii                                                         | [ 19 ]         |
| Federal Operator 99            | Spencer Gordon Bennet, Yakima Canutt, Wallace A. Grissell |                                                      | Statele Unite ale Americii                                                         | [ 20 ]         |
| Mildred Pierce                 | Michael Curtiz                                            | Joan Crawford, Jack Carson, Zachary Scott            | Statele Unite ale Americii                                                         | Crime drama    |
| Pillow of Death                | Wallace W. Fox                                            | Lon Chaney, Jr., Brenda Joyce, Clara Blandick        | Statele Unite ale Americii                                                         | [ 22 ]         |
| Scarlet Street                 | Fritz Lang                                                | Edward G. Robinson, Joan Bennett, Dan Duryea         | Statele Unite ale Americii                                                         | [ 23 ]         |
| 1946                           |                                                           |                                                      |                                                                                    |                |
| The Blue Dahlia                | George Marshall                                           | Alan Ladd, Veronica Lake, William Bendix             | Statele Unite ale Americii                                                         | Crime thriller |
| Copie conforme                 | Jean Dréville                                             | Louis Jouvet, Suzy Delair, Annette Poivre            | Franța                                                                             | Crime comedy   |
| The Dark Mirror                | Robert Siodmak                                            | Olivia de Havilland, Lew Ayres, Thomas Mitchell      | Statele Unite ale Americii                                                         | Crime thriller |
| Just Before Dawn               | William Castle                                            | Charles Arnt, Robert Barrat                          | Statele Unite ale Americii                                                         | [ 27 ]         |
| The Killers                    | Robert Siodmak                                            | Burt Lancaster, Ava Gardner, Edmond O'Brien          | Statele Unite ale Americii                                                         | [ 28 ]         |
| Panique                        | Julien Duvivier                                           | Michel Simon, Viviane Romance, Paul Bernard          | Franța                                                                             | Crime drama    |
| The Postman Always Rings Twice | Tay Garnett                                               | Lana Turner, John Garfield, Cecil Kellaway           | Statele Unite ale Americii                                                         | [ 30 ]         |
| 1947                           |                                                           |                                                      |                                                                                    |                |
| Boomerang                      | Elia Kazan                                                | Dana Andrews, E.J. Ballantine, Jane Wyatt            | Statele Unite ale Americii                                                         | Crime drama    |
| Born to Kill                   | Robert Wise                                               | Lawrence Tierney, Claire Trevor, Walter Slezak       | Statele Unite ale Americii                                                         | [ 32 ]         |
| Brute Force                    | Jules Dassin                                              | Burt Lancaster, Hume Cronyn, Charles Bickford        | Statele Unite ale Americii                                                         | Prison film    |
| The Devil Thumbs a Ride        | Felix E. Feist                                            | Lawrence Tierney, Ted North, Nan Leslie              | Statele Unite ale Americii                                                         | [ 34 ]         |
| Kiss of Death                  | Henry Hathaway                                            | Victor Mature, Brian Donlevy, Coleen Gray            | Statele Unite ale Americii                                                         | Crime thriller |
| The Long Night                 | Anatole Litvak                                            | Henry Fonda, Barbara Bel Geddes, Vincent Price       | Statele Unite ale Americii                                                         | Crime drama    |
| Monsieur Verdoux               | Charles Chaplin                                           | Charles Chaplin, Ada-May, Marjorie Bennett           | Statele Unite ale Americii                                                         | Crime comedy   |
| Nightmare Alley                | Edmund Goulding                                           | Tyrone Power, Coleen Gray, Joan Blondell             | Statele Unite ale Americii                                                         | Crime drama    |
| Out of the Past                | Jacques Tourneur                                          | Robert Mitchum, Jane Greer, Kirk Douglas             | Statele Unite ale Americii                                                         | [ 39 ]         |
| Quai des Orfèvres              | Henri-Georges Clouzot                                     | Louis Jouvet, Bernard Blier, Suzy Delair             | Franța                                                                             | Crime drama    |
| Ride the Pink Horse            | Robert Montgomery                                         | Robert Montgomery, Wanda Hendrix, Rita Conde         | Statele Unite ale Americii                                                         | [ 41 ]         |
| T-Men                          | Anthony Mann                                              | Dennis O'Keefe, Mary Meade, Charles McGraw           | Statele Unite ale Americii                                                         | [ 42 ]         |
| They Won't Believe Me          | Irving Pichel                                             | Robert Young, Susan Hayward, Rita Johnson            | Statele Unite ale Americii                                                         | [ 43 ]         |
| 1948                           |                                                           |                                                      |                                                                                    |                |
| Au-delà des grilles            | René Clément                                              | Jean Gabin, Isa Miranda, Andrea Checchi              | Franța · Italia                                                                    | Crime drama    |
| Brass Monkey                   | Thornton Freeland                                         | Avril Angers. Henry Edwards, Carroll Levis           | Regatul Unit al Marii Britanii și al Irlandei de Nord                              | [ 45 ]         |
| Cry of the City                | Robert Siodmak                                            | Victor Mature, Richard Conte, Fred Clark             | Statele Unite ale Americii                                                         | [ 46 ]         |
| Dedee d'Anvers                 | Yves Allégret                                             | Simone Signoret, Marcello Pagliero, Bernard Blier    | Franța                                                                             | Crime drama    |
| Force of Evil                  | Abraham Polonsky                                          | John Garfield, Thomas Gomez, Marie Windsor           | Statele Unite ale Americii                                                         | Crime drama    |
| He Walked by Night             | Alfred L. Werker                                          | Richard Basehart, Scott Brady, Roy Roberts           | Statele Unite ale Americii                                                         | Crime thriller |
| Hollow Triumph                 | Steve Sekely                                              | Paul Henreid, Joan Bennett, Eduard Franz             | Statele Unite ale Americii                                                         | [ 50 ]         |
| Key Largo                      | John Huston                                               | Humphrey Bogart, Edward G. Robinson, Monte Blue      | Statele Unite ale Americii                                                         | [ 51 ]         |
| Noose                          | Edmond T. Gréville                                        | Carole Landis, Joseph Calleia, Derek Farr            | Regatul Unit al Marii Britanii și al Irlandei de Nord                              | [ 52 ]         |
| Raw Deal                       | Anthony Mann                                              | Dennis O'Keefe, Claire Trevor, Marsha Hunt           | Statele Unite ale Americii                                                         | [ 53 ]         |
| Road House                     | Jean Negulesco                                            | Ida Lupino, Cornel Wilde                             | Statele Unite ale Americii                                                         | Crime drama    |
| The Naked City                 | Jules Dassin                                              | Barry Fitzgerald, Howard Duff, Dorothy Hart          | Statele Unite ale Americii                                                         | Crime drama    |
| 1949                           |                                                           |                                                      |                                                                                    |                |
| The Bribe                      | Robert Z. Leonard                                         | Robert Taylor, Ava Gardner, Charles Laughton         | Statele Unite ale Americii                                                         | [ 56 ]         |
| Criss Cross                    | Robert Siodmak                                            | Burt Lancaster, Yvonne De Carlo, Dan Duryea          | Statele Unite ale Americii                                                         | [ 57 ]         |
| Kind Hearts and Coronets       | Robert Hamer                                              | Dennis Price, Alec Guinness, Valerie Hobson          | Regatul Unit al Marii Britanii și al Irlandei de Nord                              | [ 58 ]         |
| The Devil's Henchman           | Seymour Friedman                                          | Warner Baxter, Al Bridge, Ken Christy                | Statele Unite ale Americii                                                         | [ 59 ]         |
| Entre onze heures et minuit    | Henri Decoin                                              | Louis Jouvet, Madeleine Robinson, Monique Melinand   | Franța                                                                             | [ 60 ]         |
| The File on Thelma Jordon      | Robert Siodmak                                            | Barbara Stanwyck, Wendell Corey, Paul Kelly          | Statele Unite ale Americii                                                         | [ 61 ]         |
| Johnny Stool Pigeon            | William Castle                                            | Howard Duff, Shelley Winters, Dan Duryea             | Statele Unite ale Americii                                                         | [ 62 ]         |
| Port of New York               | Laslo Benedek                                             | Scott Brady, Richard Rober, K.T. Stevens             | Statele Unite ale Americii                                                         | [ 63 ]         |
| The Reckless Moment            | Max Ophüls                                                | James Mason, Joan Bennett, Geraldine Brooks          | Statele Unite ale Americii                                                         | Crime drama    |
| Red Light                      | Roy Del Ruth                                              | George Raft, Virginia Mayo, Raymond Burr             | Statele Unite ale Americii                                                         | [ 65 ]         |
| They Live by Night             | Nicholas Ray                                              | Cathy O'Donnell, Farley Granger, Howard Da Silva     | Statele Unite ale Americii                                                         | Crime drama    |
| Too Late for Tears             | Byron Haskin                                              | Lizabeth Scott, Don DeFore, Dan Duryea               | Statele Unite ale Americii                                                         | [ 67 ]         |
| Under Capricorn                | Alfred Hitchcock                                          | Ingrid Bergman, Joseph Cotten, Michael Wilding, Sr.  | Regatul Unit al Marii Britanii și al Irlandei de Nord · Statele Unite ale Americii | Crime drama    |
| Une si jolie petite plage      | Yves Allégret                                             | Gérard Philipe, Madeleine Robinson, Jean Servais     | Franța                                                                             | Crime drama    |
| White Heat                     | Raoul Walsh                                               | James Cagney, Virginia Mayo, Edmond O'Brien          | Statele Unite ale Americii                                                         | [ 70 ]         |